# Liesberg
Liesberg (francouzsky Julimont) je obec ve švýcarském kantonu Basilej-venkov. Žije zde přibližně 1 100 obyvatel.

## Geografie

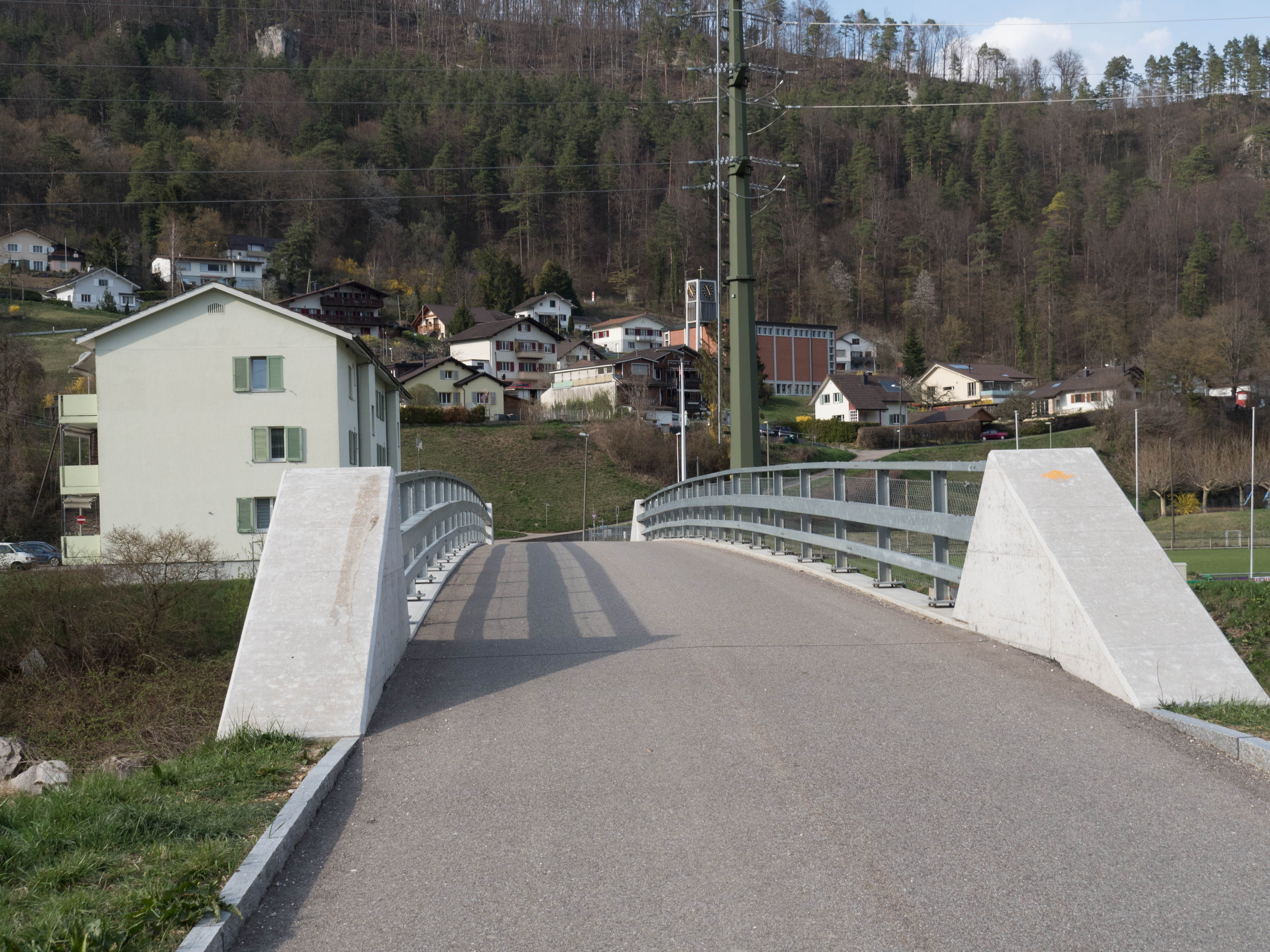
Most přes Birs v Liesbergu

Obec se nachází v údolí Laufental, na řece Birs. Patří k ní také vesnice Riederwald a Oberrüti a průmyslová osada Liesberg Station na dně údolí na železniční trati Jura.
Obec Liesberg se rozkládá na velmi rozsáhlém území, které na jihu hraničí s horským pásmem do kantonu Jura a na severu se solothurnskou enklávou Kleinlützel. V souladu s tím se zde nachází trojmezí mezi Hornibergem (836 m) a Spitzbüehlbergem (817 m). Další trojmezí se nachází ve vysokém údolí Surtel. Na dně údolí se nacházejí vesnice Riederwald, Oberrüti a stanice Liesberg. Řeka Birs zde protéká v nadmořské výšce 375 m. Liesberg Dorf se nachází na atraktivní a klidné slunné terase, situované na jižním svahu s nerušeným výhledem a dalekým rozhledem. Nahoře panuje velmi zvláštní mikroklima. Kromě velmi silné expozice větru je zde velmi mírné mikroklima. Délka slunečního svitu je nad kantonálním průměrem, protože nejsou známy žádné podzimní ani jarní mlhy a v zimě se jen zřídka vyskytují vysoké mlhy.
Sousedními obcemi jsou Laufen, Röschenz a Roggenburg (kanton Basilej-venkov), Kleinlützel a Bärschwil (kanton Solothurn) a také Soyhières a Courroux (kanton Jura).

## Historie

Letecký pohled (1953)

Před 160 miliony let, v období jury, se v oblasti Liesbergu pohybovali mořští dinosauři. V jílovišti se dosud nacházejí amoniti a zkamenělé pravěké rostliny.
V roce 1241 je Liesberg zmiňován jako Liebinberg a v roce 1281 jako Liesperch, ale jako sídelní oblast byla obec využívána již dříve. V obci byly nalezeny křemencové čepele z raných dob a pozdně římská vila s raně středověkými hroby.
Liesberg kdysi patřil ke klášteru svatého Blasiena a poté od roku 1271 ke knížecímu biskupskému panství Zwingen. Stejně jako mnoho dalších obcí v oblasti Jury přešla obec v roce 1792 pod francouzskou správu a následně byla na Vídeňském kongresu v roce 1815 přiřazena ke kantonu Bern. V prvním referendu v Laufentalu v roce 1983 obec odmítla myšlenku připojení ke kantonu Basilej-Landschaft, ale o šest let později s tím souhlasila. Ke změně došlo v roce 1994.

## Obyvatelstvo
| Vývoj počtu obyvatel | Vývoj počtu obyvatel | Vývoj počtu obyvatel | Vývoj počtu obyvatel | Vývoj počtu obyvatel | Vývoj počtu obyvatel | Vývoj počtu obyvatel | Vývoj počtu obyvatel | Vývoj počtu obyvatel | Vývoj počtu obyvatel | Vývoj počtu obyvatel | Vývoj počtu obyvatel |
| -------------------- | -------------------- | -------------------- | -------------------- | -------------------- | -------------------- | -------------------- | -------------------- | -------------------- | -------------------- | -------------------- | -------------------- |
| Rok                  | 1771                 | 1850                 | 1870                 | 1900                 | 1930                 | 1950                 | 1960                 | 1970                 | 1980                 | 1990                 | 2000                 |
| Počet obyvatel       | 368                  | 543                  | 585                  | 725                  | 899                  | 1014                 | 1129                 | 1267                 | 1092                 | 1040                 | 1149                 |

Z celkového počtu obyvatel je 93,0 % německy mluvících, 1,6 % srbochorvatsky mluvících a 1,5 % francouzsky mluvících (k roku 2000).

## Hospodářství

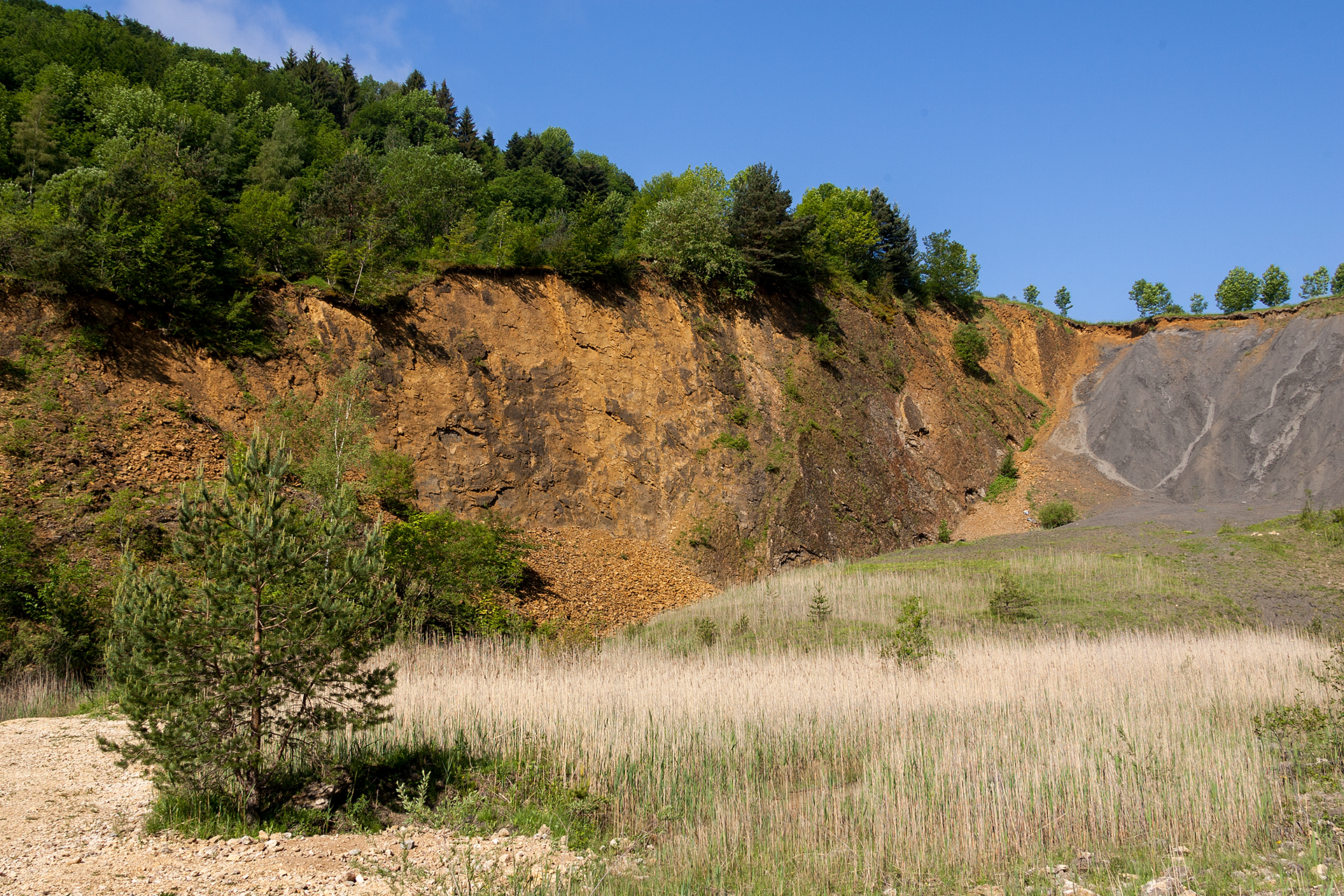
Přírodní památka Andil v Liesbergu

V době knížecích biskupů, kteří v 16. století pobývali v Porrentruy, měl Liesberg na slunné terase 14 hektarů vinic. Po invazi fyloxery a plísně révokazné na konci 19. století byla vinná réva vykácena. Teprve v roce 2000 byla v Liesbergu znovu vysázena vinice o rozloze přes 52 hektarů. Dnes se zde vyrábí přibližně 2500 lahví, z toho 1500 červených Cuvée de Saint-Martin (Cabernet) a 1000 lahví bílých vín.
V 18. století byl Liesberg centrem vápenictví a cementářství s masivní těžbou kamene. Největší závod Portlandcement Laufen AG však ukončil činnost v roce 1982. Liesberg je sídlem společnosti Aluminium Laufen AG, která vyrábí hliníkové výrobky.
V roce 2017 bylo nejvíce zaměstnanců ve 2. sektoru, a to 68,1 %, zatímco 3. sektor tvořil téměř čtvrtinu, 24,7 %. Podíl zemědělství byl minimální a činil 6,4 %.

## Doprava
Obec má sice železniční stanici na jurské trati z Basileje do Bielu, ale od května 1993 zde osobní vlaky nezastavují. Obec je proto napojena na veřejnou dopravu autobusovou linkou Postauto, jezdící do Laufenu (s možným přestupem na vlak). Hlavní silnice z Basileje do Delémontu vede přes obec po dně údolí Laufental.